# Altes Rathaus Kolbermoor

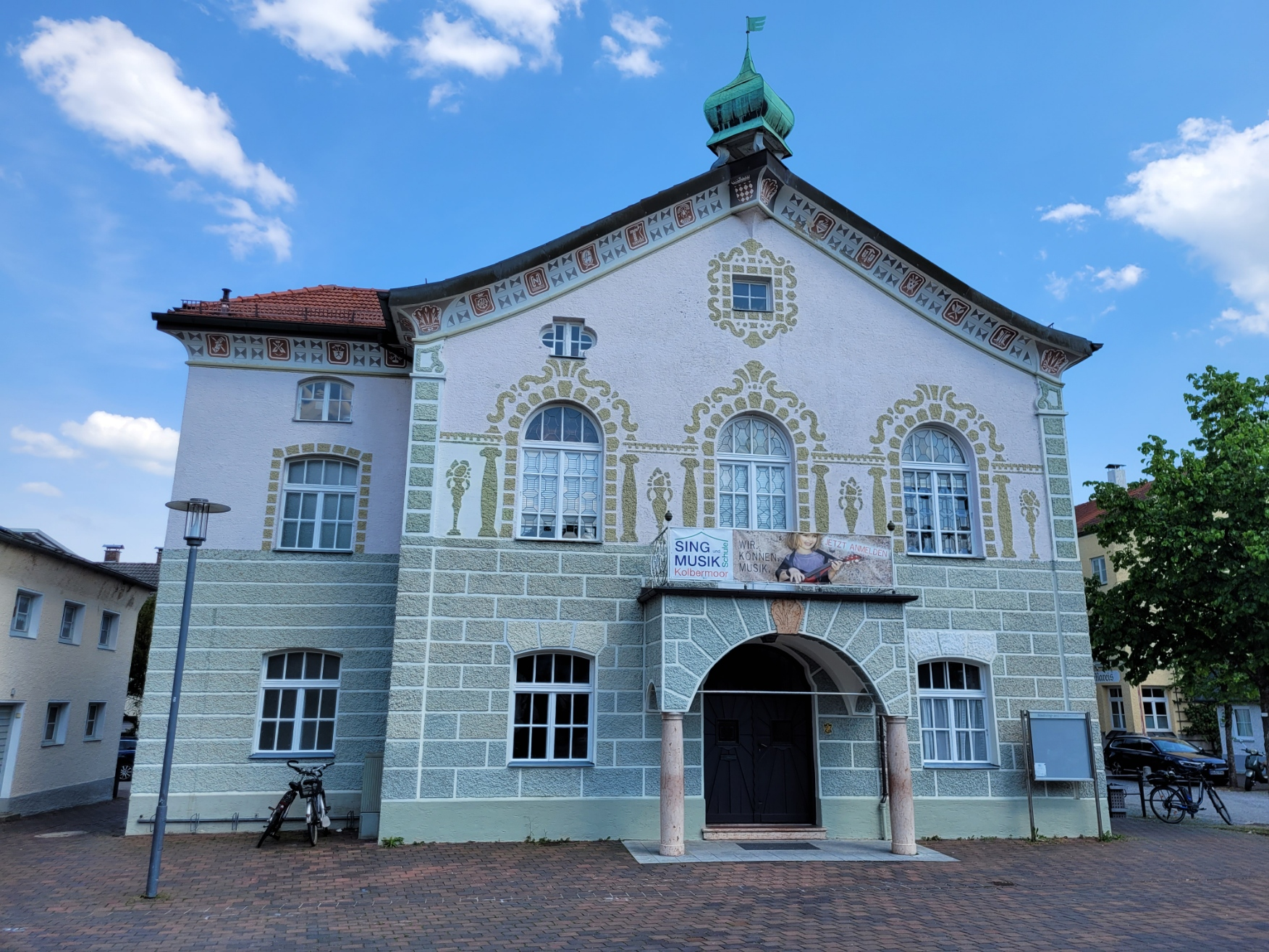
Das alte Rathaus von Kolbermoor bzw. die jetzige Musikschule

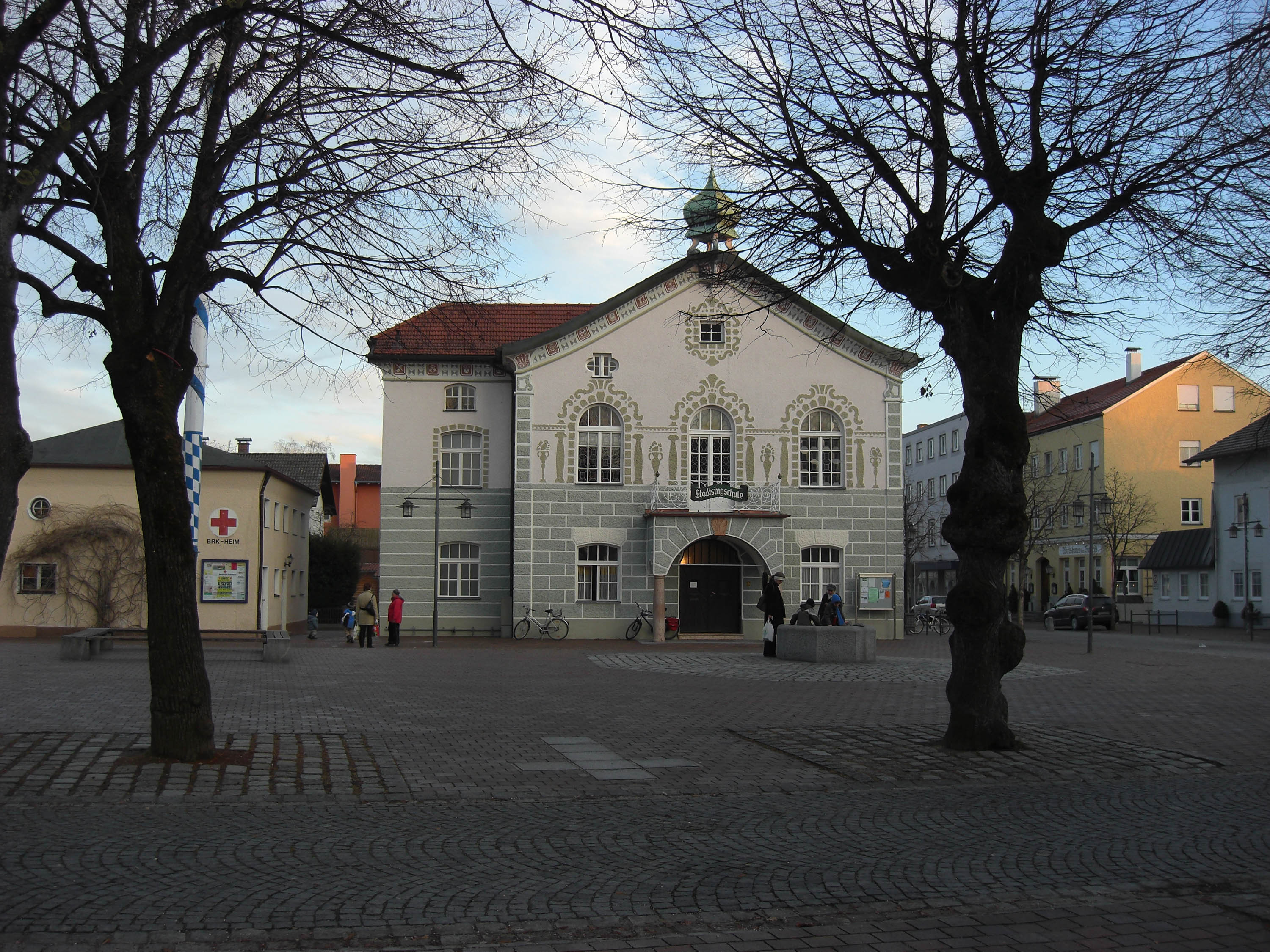
Die Frontansicht des alten Rathauses von Kolbermoor in der Rosenheimer Straße 1 im Jahr 2009

Das alte Rathaus der Stadt Kolbermoor (Landkreis Rosenheim) in der Rosenheimer Straße 1 wurde im Jahr 1873 durch den Bader und Chirurg Eduard Angerbauer erbaut, es war im Volksmund sofort das „Angerbauerhaus“.

## Geschichte des Hauses

### Arzthaus
Eduard Angerbauer war 1881–1899 erster Bürgermeister von Kolbermoor. Als er 1907 verstarb, kaufte die Gemeinde das Angerbauerhaus. Der erste Mieter in diesem Haus war 1907 Eisenhofer, der dort bis zum 1. Februar 1908 seine Arztpraxis betrieb. Als Eisenhofer als Bezirksarzt nach Parsberg  wechselte, wurde sein Nachfolger in dem Gebäude Otto Erras, der 1912 erster amtlicher Schularzt in Kolbermoor wurde. Im Jahr 1913 / 1914  baute die Baumwollspinnerei Kolbermoor für Otto Erras ein neues Haus an der Haßlerstraße in Kolbermoor, das er am 12. September 1913 bezog.

### Rathaus

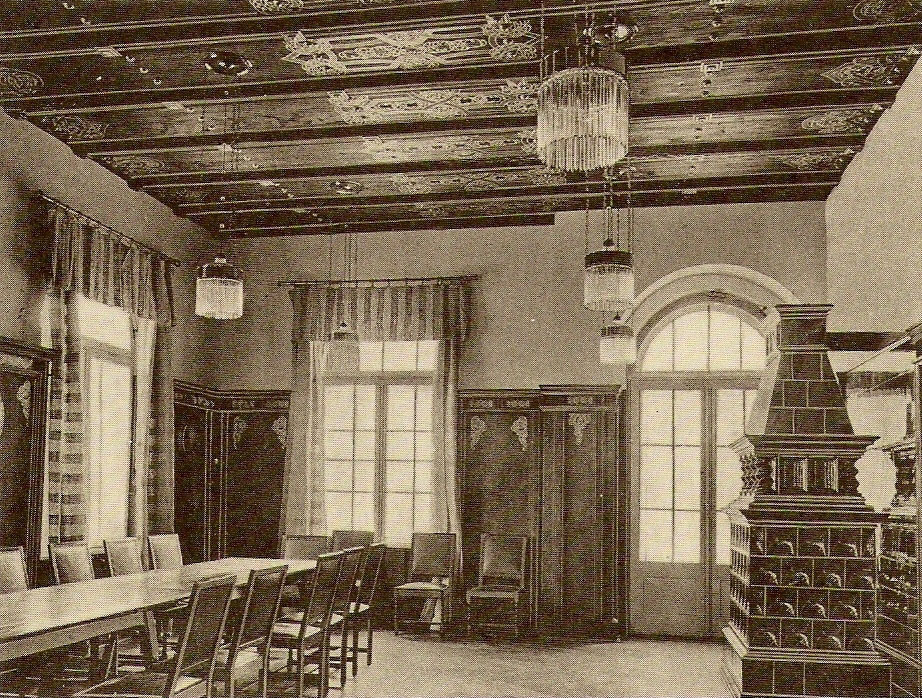
Alte Aufnahme des Sitzungssaales im Rathaus in Kolbermoor mit wertvollen Holz- und Intarsienarbeiten an den Decken und Wänden sowie Butzenscheiben

Da das Angerbauerhaus nun frei war, baute die Gemeinde Kolbermoor unter Bürgermeister Edmund Bergmann und Baumeister Martin Mayer sen. das Haus um. Die Gemeindeverwaltung, die sich bis dahin in einem Raum des Knabenschulhauses an der Rainerstraße befand, zog im Jahr 1914 in das Rathaus in der Rosenheimer Straße 1 ein. Das ehemalige Angerbauerhaus wurde zum schönsten Rathaus des Altlandkreises Bad Aiblings. Im Jahr 1963 wurde der Markt Kolbermoor zur Stadt erhoben. Die Stadtverwaltung war noch bis zum Jahr 1969 im alten Rathaus in der Rosenheimer Straße 1, bis sie in das neue Haus in der Rosenheimer Straße 30 b umzog. Bereits im Jahr 1989 hatte man den Plan ein neues größeres Rathaus zu bauen. Mit einer Standortentscheidung 2005 hatte der Stadtrat dafür entschieden, dass das Rathaus an der Rosenheimer Str. 30 b abgerissen wird und durch einen Neubau ersetzt werden soll. Im Juni 2011 erfolgte der Spatenstich für das neue Rathaus samt Volkshochschule und Bibliothek, dieses wurde durch das Architekturbüro Behnisch Architekten entworfen. Bereits ein Jahr später am 19. Dezember 2012 konnte das neue Rathaus am neu geschaffenen Rathausplatz 1 eingeweiht werden.

### Haus der Stadtsingschule
Das alte Rathaus diente acht Jahre lang schulischen Zwecken. Am 26. Oktober 1977, wenige Monate nach dem 50-jährigen Jubiläum der Stadtsingschule, beschloss der Stadtrat, dass alte Rathaus der Hans-Lorenz-Singschule als Musikschulgebäude zu überlassen. Zahlreiche Mitglieder der Stadtsingschule (ehem. Hans-Lorenz-Singschule) und des städtischen Bauhofes unter Herbert Prikril bauten in drei Monaten die sieben Unterrichtsräume um. Am 14. September 1978 konnten drei hauptamtliche und 21 nebenamtliche Lehrkräfte den Unterricht für 410 Musikschüler im fast fertig renovierten Haus aufnehmen. In den nachfolgenden Jahren wurde der Ausbau und die Einrichtung des Hauses weiter vorangetrieben und vervollständigt. Die Schreinerei Georg Krug aus Kolbermoor baute für alle Zimmer Akustiktüren ein. Die Vertäfelung und Einrichtung des Lehrerzimmers wurde im Jahr 1981 fertiggestellt. Ein Arbeitskreis „Kerbschnitzen“ unter Leitung von Max Ranzinger schenkte 1984 der Stadtsingschule / Altes Rathaus eine wertvolle Kassettendecke für das ehemalige Bürgermeisterzimmer. Im Mai 1986 lieferte der Münchener Künstler Manfred Hutterer das Kristalllüsterpaar im Sitzungssaal, dem heutigen Konzertsaal der Stadtsingschule Kolbermoor.